# Dostojne Matrony
Dostojne Matrony (w innych tłumaczeniach Czcigodne Macierze, ang. Honored Matres) –  jedno ze stowarzyszeń w uniwersum Diuny. Frank Herbert wprowadza je w Heretykach Diuny, gdy wracają z Rozproszenia, niszcząc wszystko, co znajdzie się na ich drodze. W przeciwieństwie do Bene Gesserit nie stawiają sobie celu nadrzędnego, do którego całe stowarzyszenie ma dążyć. Cała saga daje czytelnikowi do zrozumienia, że uciekają one przed innym, jeszcze potężniejszym wrogiem "z zewnątrz". Dostojne Matrony zniewalały seksualnie mężczyzn, tak aby byli całkowicie posłuszni woli kobiety, a w ich szeregach panowały brutalne zasady - np. aby zdobyć awans trzeba było wyeliminować oponentkę (w ten sposób Murbella zasiada na tronie Wielkiej Dostojnej Matrony). 

## Pochodzenie
Brian Herbert w powieści Łowcy z Diuny wyjaśnia pochodzenie tej organizacji. Kiedy wychodzi na jaw sekret dotyczący kadzi aksolotlowych Tleilaxan wysłane w Rozproszenie Rybomówne jak i Matki Wielebne postanawiają "uwolnić kadzie aksolotlowe". Powstałe w ten sposób zgromadzenie opanowało sztukę zniewolenia seksualnego i zaczęły sobie rościć prawo do rządów na terenach Rozproszenia.

Fanatyczni Bene Tleilax od ponad dziesięciu tysięcy lat wykorzystywali swoje rodaczki jedynie jako maszyny do płodzenia potomstwa i kadzie aksolotlowe. Były niewykształcone, utrzymywane w stanie śpiączki, pozbawione swobody ruchów, sprowadzone do roli łon na stołach.(...) Trzonem Dostojnych Matron były pałające żądzą zemsty Tleilaxanki! Zdeprawowane Matki Wielebne, wojownicze rybomówne i ocalone Tleilaxanki połączyły się i stały Dostojnymi Matronami

## Ucieczka[2]
Dostojne Matrony prowadząc swoją ekspansywną politykę odnalazłszy jedną z planet Odnowionych Zsynchronizowanych Światów niszczą ją. Omnius, inteligentny komputer, wyrusza z ogromną flotą powetować przegraną w Dżihadzie Butleriańskim. Wkroczenie jego sił do tworzonego przez Dostojne Matrony wszechświata zapoczątkowuje ich ucieczkę.
Książka także wyjaśnia iż opanowanie i zniszczenie Starego Imperium nie jest głównym celem Dostojnych Matron - jest to po prostu kolejny przystanek w ich eksodusie.